# モーリス・ジゴ・デルベ

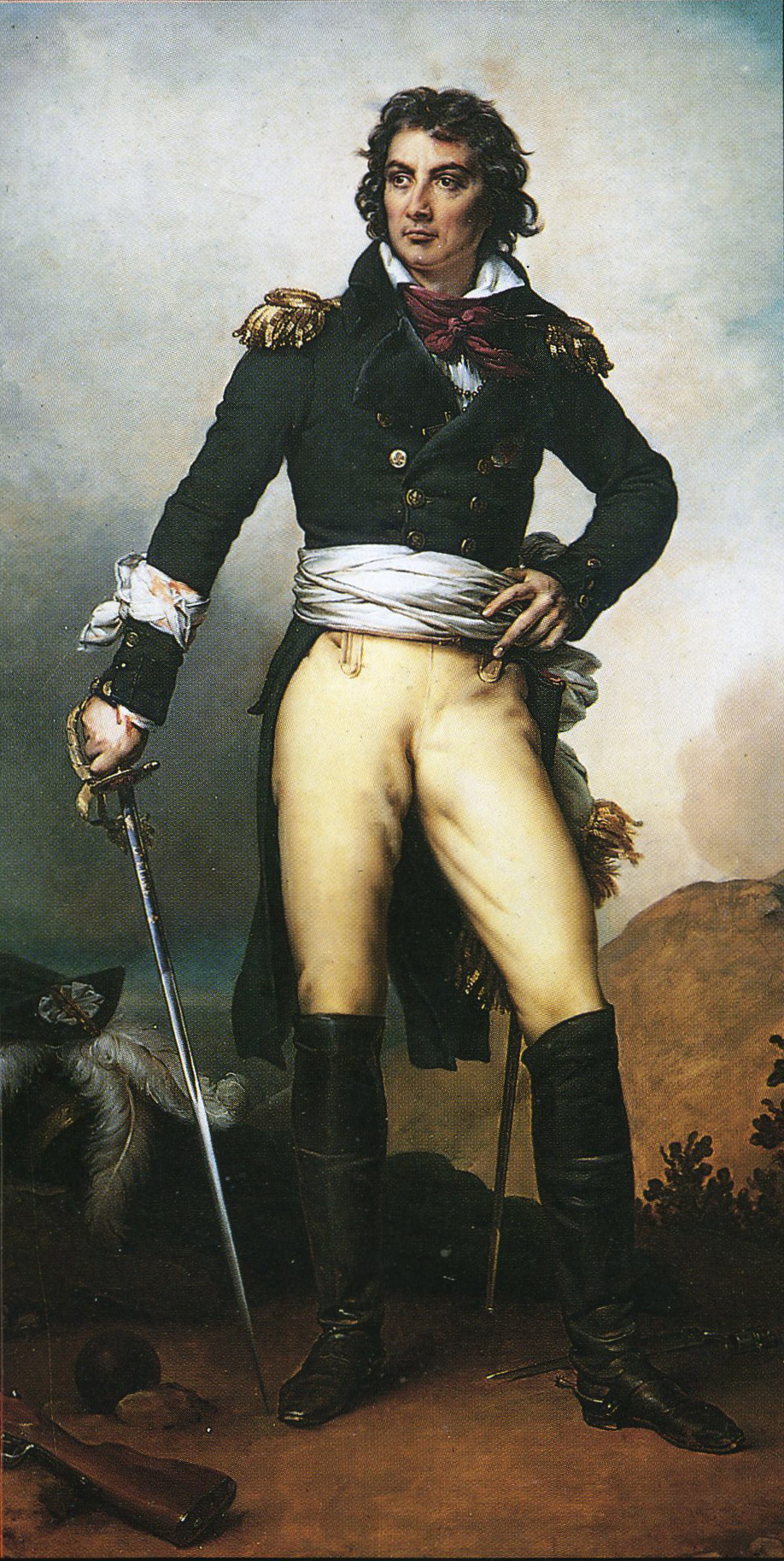
デルベの肖像
(画)ポーラン・ゲラン

モーリス・ジョゼフ・ルイ・ジゴ・デルベ（Maurice Joseph Louis Gigot d'Elbée、1752年3月21日 - 1794年1月6日）は、フランス革命期の政治家。反革命反乱であるヴァンデの反乱に参加し、カトリック王党軍最高司令官の座に就いた人物。

## 生涯
デルベは1752年、ドレスデンのフランス人家庭に生まれた。若いころはザクセン公国軍で士官の座に就いていた。1777年にフランスへやってきて帰化した。その後も軍隊での経験を重ね、旧体制下でも彼の戦略家としての名は広く知られていた。
1793年、ヴァンデの反乱の勃発に際し、ボープレオの城主におさまっていた彼はこれに参加、カトリック王党軍の幹部となる。初代総司令官となった、商人出身のジャック・カトリノーとは異なり、軍属経験のあるデルベは、反乱を「土器で鉄器に挑むようなものだ」と評するなど、比較的慎重派であった。やがてカトリノーが戦死すると、代わりに最高司令官に選出される。カトリノーは純粋な農民反乱を想定していた様だが、貴族であるデルベにとっては、この反乱は王党派の乱としての側面も無視できないものであった。
戦略家として名を馳せた彼は、リスクの大きい遠征を避け、まずはヴァンデ地方一帯に確たる地歩を築くことに腐心する。まずは人事の刷新を行い、レスキュール、ボンシャンらを師団将軍に、アンリ・ド・ラ・ロシュジャクランやフランソワ・ド・シャレットを将軍補佐するなど、軍の指揮系統を整備した。また、行政機構である最高評議会を設置し、責任者にベルニエ師を置くなどして体制の改革をはかった。
しかし一方で、新人事に不満を持ったシャレットらの離反を招く結果ともなってしまう。ヴァンデの反乱における最大の激戦・ショレの決戦では、一時は共和国軍を街に追い込むなど善戦したが、その結果市街戦に突入し、戦線は混乱。さらには共和国軍に不意をつかれ、大打撃を受ける。その後自身も重傷を負い、王党軍に退却を命じた。戦いの後、カトリック王党軍は敵の追撃をかわすべくロワール川を北上するが、デルベはこの途中に療養のために戦線を離脱する。やがてノワールムティエ島のノワールムティエ＝アン＝リル（Noirmoutier-en-l'Île）で共和国軍に捕らえられ、1月6日に銃殺刑に処せられた。このとき捕らえられた兵士1,500名も一緒に銃殺され、足が不自由な状態だったデルベは椅子に座ったまま執行された。